# ルフィナミド
ルフィナミド（Rufinamide）は抗てんかん薬の一つである。レノックス・ガストー症候群の治療について他の抗てんかん薬との併用で用いる旨が承認されている。他の痙攣性発作について承認されている国もある。商品名イノベロン。
ルフィナミドは2008年11月に米国FDAに承認された。日本では2013年3月に承認された。4歳以上の小児および成人に使用できる。2015年2月、米国で1歳〜3歳の小児に対して追加承認された。

## 有効性
てんかんの部分発作に対する臨床試験の結果は限定的であったが、いくつかの臨床試験では部分発作に対するルフィナミドの有効性が示されている。

## 作用機序
ルフィナミドの作用機序は定かではないが、一般の抗てんかん薬と同様に電位依存性ナトリウムチャネルに作用するとの研究結果がある。電位依存性チャネルにわずかに作用し、ナトリウムチャネルのサブタイプのいくつかを不活性化する事で、神経の異常興奮を抑制すると思われる。しかしこの作用機序ではルフィナミドの特徴的な有効性スペクトルを説明できない。

## 効能・効果
他の抗てんかん薬で十分な効果が認められないLennox‐Gastaut症候群における強直発作および脱力発作に対する抗てんかん薬との併用療法

## 用法・用量
4歳以上の小児：体重15.0～30.0kgの場合：最初の2日間は1日200mgを1日2回に分けて食後に経口投与し、その後は2日ごとに1日用量として200mg以下ずつ漸増する。維持用量は1日1000mgとし、1日2回に分けて食後に経口投与する。なお、症状により、1日1000mgを超えない範囲で適宜増減するが、増量は2日以上の間隔をあけて1日用量として200mg以下ずつ行うこと。
体重30.1kg以上の場合：成人の用法・用量に従う。
成人：最初の2日間は1日400mgを1日2回に分けて食後に経口投与し、その後は2日ごとに1日用量として400mg以下ずつ漸増する。維持用量は体重30.1～50.0kgの患者には1日1800mg、体重50.1～70.0kgの患者には1日2400mg、体重70.1kg以上の患者には1日3200mgとし、1日2回に分けて食後に経口投与する。なお、症状により維持用量を超えない範囲で適宜増減するが、増量は2日以上の間隔をあけて1日用量として400mg以下ずつ行うこと。